# Senta
Senta (cyr. Сента, węg. Zenta) – miasto w północno-wschodniej Serbii, w Wojwodinie, w okręgu północnobanackim, siedziba gminy Senta. W mieście znajduje się port nad Cisą. W 2011 roku liczyło 18 704 mieszkańców.
11 września 1697 w mieście miała miejsce bitwa austriacko-turecka.
W mieście rozwinął się przemysł spożywczy oraz drzewny. 

## Miasta partnerskie
- Dabas